# Senaat (Cambodja)

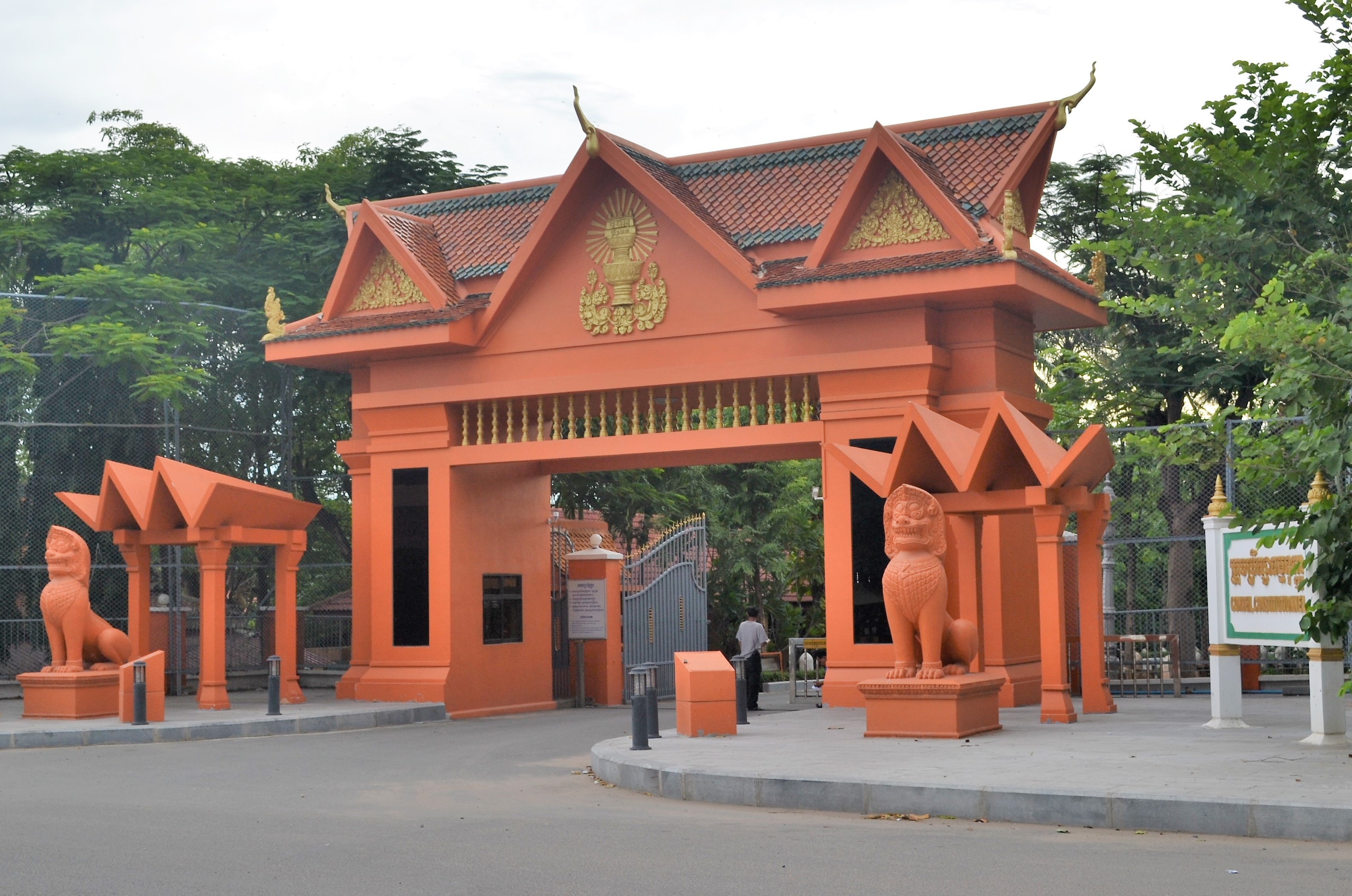
De toegang tot de Senaat in Phnom Penh

De Senaat (Khmer: ព្រឹទ្ធសភា, Proĕtsăkphéa; Frans: Sénat) is het hogerhuis van het parlement van Cambodja en telt 62 leden waarvan er 58 worden gekozen door de gemeenschapsraden van de 23 provincies van het land en het hoofdstedelijk gebied Phnom Penh. Daarnaast benoemd de koning van Cambodja twee senatoren en benoemd de Nationale Vergadering (lagerhuis) ook nog twee senatoren. Verkiezingen voor de Senaat vinden om de vijf jaar plaats.

## Geschiedenis
Tussen 1947 en 1970 kende het land een Koninklijke Raad als adviesorgaan voor de koning naast de Nationale Vergadering. Tijdens de Khmerrepubliek (1970-1975) werd in 1972 overgegaan tot de instelling van een Senaat, die echter na de communistische machtsovername in 1975 werd afgeschaft. Na het herstel van de monarchie (1993) werd in 1999 besloten tot de heroprichting van de Senaat als hogerhuis van het parlement. 
De leden van de Senaat worden niet direct door het volk gekozen. Alleen de leden van de ruim 10.000 lokale gemeenschapsraden en leden van het lagerhuis mogen stemmen bij deze verkiezingen. Naast deze gekozen leden zijn er nog vier andere leden, waarvan er twee worden aangewezen door de koning en twee door het lagerhuis. De belangrijkste taak van de Senaat is controle op het lagerhuis, maar in de praktijk heeft de Senaat weinig macht. De voorzitter van de Senaat treedt op als staatshoofd, wanneer de koning in het buitenland is.
In 2015 vertrok Sam Rainsy, de leider van de belangrijkste oppositiepartij, naar Frankrijk. Hij werd gezocht voor criminele activiteiten, maar de beschuldigingen waren volgens hem duidelijk politiek gemotiveerd. In 2016 wilde hij terugkeren naar Cambodja om zijn partij te leiden en mee te doen aan de verkiezingen. Dit werd hem niet toegestaan, hij zou direct bij aankomst worden gearresteerd. Bij de verkiezingen van 2018 kwamen alle 58 zetels toe aan de Cambodjaanse Volkspartij (PPC) die al sinds 1979 aan de macht is. Er werden echter twee senatoren van de partij FUNCINPEC benoemd in de Senaat.
In februari 2024 won de Cambodjaanse Volkspartij 55 van de 58 zetels. De laatste drie gekozen zetels zijn gegaan naar de Khmer Will Party.
Voorzitter van de Senaat is Say Chhum (PPC) die in 2015 in die functie werd gekozen. Na de verkiezingen van 2024 zal hij worden opgevolgd door Hun Sen, hij was tot augustus 2023 de premier van Cambodja, maar hij trad af om plaats te maken voor zijn zoon.

## Zetelverdeling
| Party                    | 2000 | 2006 | 2012 | 2018 | 2024 |
| ------------------------ | ---- | ---- | ---- | ---- | ---- |
| Cambodjaanse Volkspartij | 31   | 45   | 46   | 56   | 55   |
| FUNCINPEC                | 21   | 10   | 0    | 2    | 0    |
| Sam Rainsy Party         | 7    | 2    | 11   | 0    | 0    |
| Khmer Will Party         | 0    | 0    | 0    | 0    | 3    |
| Totaal                   | 57   | 57   | 57   | 58   | 58   |